# 石橋静河
石橋 静河（いしばし しずか、1994年〈平成6年〉7月8日 - ）は、日本の女優、ダンサー。
東京都出身。Plage（プラージュ）所属。父は歌手（元ARBボーカル）で俳優の石橋凌、母は女優の原田美枝子、姉はシンガーソングライターの優河。姉の上に兄もいる。

## 経歴
俳優の石橋凌と原田美枝子の次女として生まれる。4歳からクラシックバレエを始め、15歳からアメリカ・ボストン、および、カナダ・カルガリーのバレエスクールに留学し、2013年に帰国。その後、コンテンポラリーダンサーとして活動する。
これらの経験からバレエダンサー志望であり、両親の仕事を見て簡単な世界ではないと女優を目指してはいなかったが、バレエ留学中に演劇の面白さに衝撃を受ける。コンテンポラリーダンサーとして活動しつつ「もっといろんな人、いろんな面白いことに出会いたい」と考えていた時に「芝居をやってみては」と事務所から声をかけられ、2015年初めから女優としての活動を開始し、同年9月上演のROGO『銀河鉄道の夜 2015』でデビュー。翌2016年には野田秀樹演出の舞台『逆鱗』に出演する。
2017年公開の『映画 夜空はいつでも最高密度の青色だ』（第67回ベルリン国際映画祭フォーラム部門入選、第91回キネマ旬報ベスト・テン日本映画第1位）にて、池松壮亮とのダブル主演で初主演を果たし、多くの新人賞を受賞。特にブルーリボン賞新人賞は1976年に母親の原田美枝子も受賞しており、史上初の親子受賞となった。
2018年3月にNHK総合（九州沖縄ブロック）で放送のNHK福岡放送局制作の地域発ドラマ『You May Dream』でテレビドラマに初出演し、シーナ&ザ・ロケッツのシーナ役を演じて福山翔大とダブル主演。同年度前期のNHK連続テレビ小説『半分、青い。』で朝ドラにも初出演し、佐藤健演じるヒロインの幼なじみ・萩尾律の妻・より子役を演じて注目を集める。
2026年度後期の連続テレビ小説『ブラッサム』で主演。作家の宇野千代をモデルにした主人公・葉野珠を演じる。

## 人物
特技は英会話とダンス、趣味はギター。映画『うつくしいひと サバ?』では劇中でコンテンポラリーダンスを披露している。
姉の優河はシンガーソングライターで、2017年にユニクロのCMで共演している。

## 出演

### 舞台
- ROGO『銀河鉄道の夜 2015』（2015年9月、演出：古川康大）[9]
- NODA・MAP第20回公演『逆鱗』（2016年1月 - 4月、演出：野田秀樹）
- ベッド&メイキングス第6回公演『こそぎ落としの明け暮れ』（2019年3月15日 - 4月14日）[18]
- KAAT『ビビを見た!』（2019年7月4日 - 15日、演出：松井周） - ビビ 役[19]
- コムレイドプロデュース『神の子』演出:赤堀雅秋 （2019年12月 - 2020年1月）[20]
- KAAT『未練の幽霊と怪物―「挫波」「敦賀」―』（2021年6月5日 - 26日、演出：岡田利規）
- KAAT『近松心中物語』（2021年9月4日 - 20日ほか地方公演、演出：長塚圭史） - お亀 役
- 木ノ下歌舞伎「桜姫東文章」（2023年2月2日 - 3月5日、演出：岡田利規）[21]
- 舞台・エヴァンゲリオン ビヨンド（2023年5月6日 - 6月19日、演出：シディ・ラルビ・シェルカウイ） - 瑞穂ユウ 役[22]

### 映画
- 少女（2016年10月8日） - クラスメイト役 兼 振付補佐
- PARKS パークス（2017年4月22日、本田プロモーション / BAUS） - 山口佐知子 役[23]
- 映画 夜空はいつでも最高密度の青色だ（2017年5月13日、東京テアトル / リトルモア） - 主演・美香 役[24][25]
- うつくしいひと サバ？（2017年） - マリエ 役
- 密使と番人（2017年7月22日） - サチ 役
- きみの鳥はうたえる（2018年9月1日、コピアポア・フィルム） - ヒロイン・佐知子 役[26][27]
- 泣き虫しょったんの奇跡（2018年9月7日、東京テアトル） - 南咲子 役
- 生きてるだけで、愛。（2018年11月9日、クロックワークス） - 美里 役
- 二階堂家物語（2019年1月25日） - 由子 役[28]
- 21世紀の女の子「ミューズ」（2019年2月8日、ABCライツビジネス）[29]
- いちごの唄（2019年7月5日、ファントム・フィルム） - 主演・天野千日（あーちゃん） 役[15][30][31][注 1]
- 楽園（2019年10月18日、KADOKAWA） - 田中紀子 役[33]
- 37セカンズ（2020年2月7日、エレファント・ハウス） - 理学療法士 役[34]
- 人数の町（2020年9月4日、キノフィルムズ） - 木村紅子 役[35]
- ばるぼら（2020年11月20日、イオンエンターテイメント） - 甲斐加奈子 役[36]
- あのこは貴族（2021年2月26日、東京テアトル / バンダイナムコアーツ） - 相良逸子 役[37]
- DIVOC-12「流民」（2021年10月1日、ソニー・ピクチャーズ エンタテインメント） - 主演[38]
- 前科者（2022年1月28日、日活・WOWOW） - 斉藤みどり 役[39][40]
- わたくしどもは。（2024年5月31日、テツヤトミナフィルム） - ムラサキ 役[41][42]

### テレビドラマ
- 福岡発地域ドラマ「You May Dream」（2018年、NHK総合〈3月2日：九州沖縄のみ、9月24日：全国放送〉、5月6日、NHK BSプレミアム〈全国放送〉） - 主演・シーナ（副田悦子） 役[11][12]
- 連続テレビ小説（NHK）
  - 半分、青い。（2018年4月2日 - 9月29日） - 萩尾（旧姓 : 日野）より子 役[13][14]
  - ブラッサム（2026年秋〈予定〉） - 主演・葉野珠 役[16]
- dele 第2話（2018年8月3日、テレビ朝日） - 春田沙也加 役
- SUITS/スーツ 第1シリーズ第7話（2018年11月19日、フジテレビ） - 町田日向子 役
- シリーズ・横溝正史短編集II「金田一耕助 踊る!」 貸しボート十三号（2020年1月18日、NHK BSプレミアム） - 朗読
- 闇の歯車（2019年2月9日、時代劇専門チャンネル） - おくみ 役
- スイッチ（2020年6月21日、テレビ朝日） - 星野七美 役
- この恋あたためますか（2020年10月20日 - 12月22日、TBS） - 北川里保 役[43]
- ペンションメッツア『ひとりになりたい』（2021年1月23日、WOWOW） - ミツエ 役[44]
- 大豆田とわ子と三人の元夫（2021年4月13日 - 5月18日・6月15日、関西テレビ・フジテレビ） - 三ツ屋早良 役[45]
- 東京ラブストーリー（2021年10月13日 - 12月22日、フジテレビ） - 主演・赤名リカ 役[46]
- 前科者 -新米保護司・阿川佳代-（2021年11月20日 - 12月25日、WOWOW） - 斉藤みどり 役[47]
- 悪女（わる）〜働くのがカッコ悪いなんて誰が言った?〜（2022年4月13日 - 6月15日、日本テレビ） - 梨田友子 役[48]
- 大河ドラマ「鎌倉殿の13人」（2022年5月1日 - 22日、NHK） - 静御前 役[49][50]
- 星新一の不思議な不思議な短編ドラマ『見失った表情』（2022年5月24日、NHK BS4K・BSプレミアム） - 主演[51]
- 怖い絵本 Season6「ねぇ見えるでしょ? ほら、あそこ」（2022年8月22日、NHK Eテレ） - 出演と朗読[52]
- 池波正太郎生誕100年BS特集時代劇「まんぞく まんぞく」（2022年12月30日、NHK BS4K・BSプレミアム） - 主演・堀真琴 役[53]
- 探偵ロマンス（2023年1月21日 - 2月11日、NHK総合） - 村山隆子 / 相馬京子 役（1人2役）[54]
- ノッキンオン・ロックドドア（2023年7月29日 - 9月23日、テレビ朝日） - 穿地決 役[55][56]
- OZU 〜小津安二郎が描いた物語〜 第5話「東京の女」（2023年12月10日、WOWOW） - 主演・ちか子 役[57]
- 燕は戻ってこない（2024年4月30日 - 7月2日、NHK総合・NHK BSプレミアム4K） - 主演・大石理紀 役[58]
- テレビ朝日ドラマプレミアム『ブラック・ジャック』（2024年6月30日、テレビ朝日） - ドクター・キリコ 役[59][60]
- リラの花咲くけものみち（2025年2月1日 - 15日、NHK総合・NHK BSプレミアム4K） - 静原夏菜 役[61]
- 八月の声を運ぶ男（2025年8月13日、NHK総合） - 立花ミヤ子 役[62]

### ラジオ
- 伊集院光とらじおと（2021年8月9日・TBSラジオ） - ゲスト

### 配信ドラマ
- 東京ラブストーリー（2020年4月29日 - 6月3日、FOD・Amazonプライム・ビデオ） - ヒロイン・赤名リカ 役[63][64][65]

### ドキュメンタリー
- ドキュメント72時間（2018年 - 、NHK） - ナレーション（不定期）

### PV
- 環ROY「フルコトブミ」（2017年）[66]
- SHISHAMO SHORT FILMS 「明日メトロですれちがうのは、魔法のような恋」『明日も篇』
- 星野源「折り合い」（2020年）
- 米津玄師「がらくた」（2024年）

### CM
- 大塚製薬「ポカリスエット イオンウォーター」（2016年）※橋本愛と共演
- イオン「トップバリュ ギリシャヨーグルト」（2016年）
- ファンケル「カロリミット」（2016年、2017年）
- ユニクロ「エクストラファインメリノ」2017FW（2017年）※姉・優河と共演
- ロクシタンジャポン「The True Stories of L'OCCITANE」（2018年 - 2019年）※河瀬直美監督
- 三井住友カード
  - 「Thinking Man」篇 第2話（2018年 - ）
  - 「みんな同じだった」篇（2021年2月） - 思い切りのいい人 井出 役[67]
  - 三井住友カードナンバーレス
    - 「街を、時代を歩く人」篇（2025年7月 - ）[68]
- JR東日本「行くぜ、東北。」（2019年11月 - ）[69]
- 東京ガス企業CM「がんばれ私たち」篇（2020年 - ）[70]
- サントリー「サントリー天然水」
  - 「雨あがる」篇（2021年4月5日 - ）[71][72]
- パーソルキャリア doda（デューダ）「変えるなら、きっと今だ。」篇（2022年4月 - ）[73]
- 花王 ピュオーラ泡ハミガキ 「マツコとしずかと泡」篇（2022年9月 - ）※マツコ・デラックスと共演[74]
- Honda「VEZEL」（2024年4月 - ）[75]
- サントリー 碧〜Ao〜「世界のどこかで。」篇（2025年3月 - ） ※松田龍平と共演[76]

## 受賞歴
- 第30回東京国際映画祭 東京ジェムストーン賞（『映画 夜空はいつでも最高密度の青色だ）[77]
- 第9回TAMA映画賞 最優秀新進女優賞（『映画 夜空はいつでも最高密度の青色だ』『PARKS パークス』『密使と番人』）[78]
- 第41回山路ふみ子映画賞 新人女優賞（『映画 夜空はいつでも最高密度の青色だ』）[79][80]
- 第39回ヨコハマ映画祭 最優秀新人賞（『映画 夜空はいつでも最高密度の青色だ』）[81]
- 第32回高崎映画祭 最優秀新人女優賞（『映画 夜空はいつでも最高密度の青色だ』）[82]
- 第91回キネマ旬報ベスト・テン 新人女優賞（『映画　夜空はいつでも最高密度の青色だ』『PARKS パークス』）[83]
- 第60回ブルーリボン賞 新人賞（『映画 夜空はいつでも最高密度の青色だ』）[10]
- おおさかシネマフェスティバル2018　新人女優賞（『映画 夜空はいつでも最高密度の青色だ』）
- 第15回シネマ夢倶楽部　推薦委員特別賞（『映画 夜空はいつでも最高密度の青色だ』）
- 第27回日本映画批評家大賞 新人女優賞 小森和子賞（『映画 夜空はいつでも最高密度の青色だ』）
- 第28回日本映画批評家大賞　主演女優賞（『きみの鳥はうたえる』）
- 東京ドラマアウォード2024 主演女優賞（『燕は戻ってこない』）[84]

## 書籍
- 月刊 石橋静河（2022年3月10日、撮影：モーガン茉愛羅、小学館、ISBN 978-4-0968-2387-3）